# Плесковка
Плесковка — село в Наровчатском районе Пензенской области России. Административный центр Плесковского сельсовета.

## География
Село находится в северо-западной части Пензенской области, в пределах западного склона Приволжской возвышенности, в лесостепной зоне, на правом берегу реки Шелдаис, вблизи места впадения в неё реки Студенец, на расстоянии примерно 13 км (по прямой) к юго-западу от села Наровчат, административного центра района. Абсолютная высота — 157 м над уровнем моря.

### Климат
Климат характеризуется как умеренно континентальный, с холодной продолжительной зимой и тёплым летом. Среднегодовая температура воздуха — 3,6 — 3,8 °C. Средняя температура воздуха самого тёплого месяца (июля) — 20 °C; самого холодного (января) — −13 °C. Безморозный период длится 128 дней. Продолжительность вегетационного периода — в среднем 176 дней. Среднегодовое количество атмосферных осадков составляет 538 мм, из которых большая часть выпадает в тёплый период. Снежный покров устанавливается в конце ноября и держится в течение 136 дней.

### Часовой пояс
Село Плесковка, как и вся Пензенская область, находится в часовой зоне МСК (московское время). Смещение применяемого времени относительно UTC составляет +3:00.

## Население
| 1710  | 1795 | 1864 | 1877 | 1896 | 1912 | 1926 |
| ----- | ---- | ---- | ---- | ---- | ---- | ---- |
| 80    | ↗364 | ↗387 | ↗512 | ↗642 | ↗824 | ↘752 |
| 1930  | 1937 | 1959 | 1979 | 1989 | 1996 | 2002 |
| ↗1251 | ↘489 | ↘251 | →251 | ↗318 | ↘305 | ↘270 |
| 2010  |      |      |      |      |      |      |
| ↘252  |      |      |      |      |      |      |

### Национальный состав
Согласно результатам переписи 2002 года, в национальной структуре населения русские составляли 100 % из 270 чел.